# Liwynzi
Liwynzi (ukrainisch Лівинці; russisch Ливинцы Liwinzy, rumänisch Levinţi) ist ein Dorf in der ukrainischen Oblast Tscherniwzi in der historischen Landschaft des nördlichen Bessarabien mit etwa 1400 Einwohnern (2004).
Das 1677 erstmals urkundlich erwähnte Dorf liegt 5 km südlich vom Dnisterufer an der Regionalstraße P 63 und ist das administrative Zentrum der gleichnamigen Landratsgemeinde im Rajon Kelmenzi, zu der, neben Liwynzi, noch das Dorf Mychajliwka (Михайлівка ⊙) mit 560 Einwohnern zählt.
Liwynzi liegt 22 km westlich vom Rajonzentrum Kelmenzi und 65 km nordöstlich vom Oblastzentrum Czernowitz.
Am 12. Juni 2020 wurde das Dorf zum Zentrum der neu gegründeten Landgemeinde Liwynzi (Лівинецька сільська громада/Liwynezka silska hromada). Zu dieser zählen auch die 6 in der untenstehenden Tabelle aufgelistetenen Dörfer im Rajon Kelmenzi; bis dahin bildete es zusammen mit dem Dorf Mychajliwka (Михайлівка) die Landratsgemeinde Liwynzi (Лівинецька сільська рада/Liwynezka silska rada).
Seit dem 17. Juli 2020 ist der Ort ein Teil des Rajons Dnister.
Folgende Orte sind neben dem Hauptort Liwynzi Teil der Gemeinde:
| Name                     | Name        | Name                      | Name                               |
| ukrainisch transkribiert | ukrainisch  | russisch                  | rumänisch                          |
| ------------------------ | ----------- | ------------------------- | ---------------------------------- |
| Kosyrjany                | Козиряни    | Козиряны (Kosirjany)      | Cozăreni                           |
| Krokwa                   | Кроква      | Кроква                    | Crocva                             |
| Mychajliwka              | Михайлівка  | Михайловка (Michailowka)  | Mihăileanca, Mihăileni             |
| Osseliwka                | Оселівка    | Оселовка (Osselowka)      | Chişla-Nedjimeni, Châşla Nedjimeni |
| Podwirjiwka              | Подвір'ївка | Подверьевка (Podwerjewka) | Chişla-Zamjieva, Châşla Zamjieva   |
| Selena                   | Зелена      | Зеленая (Selenaja)        | Zelena                             |